# Anton Schrötter von Kristelli

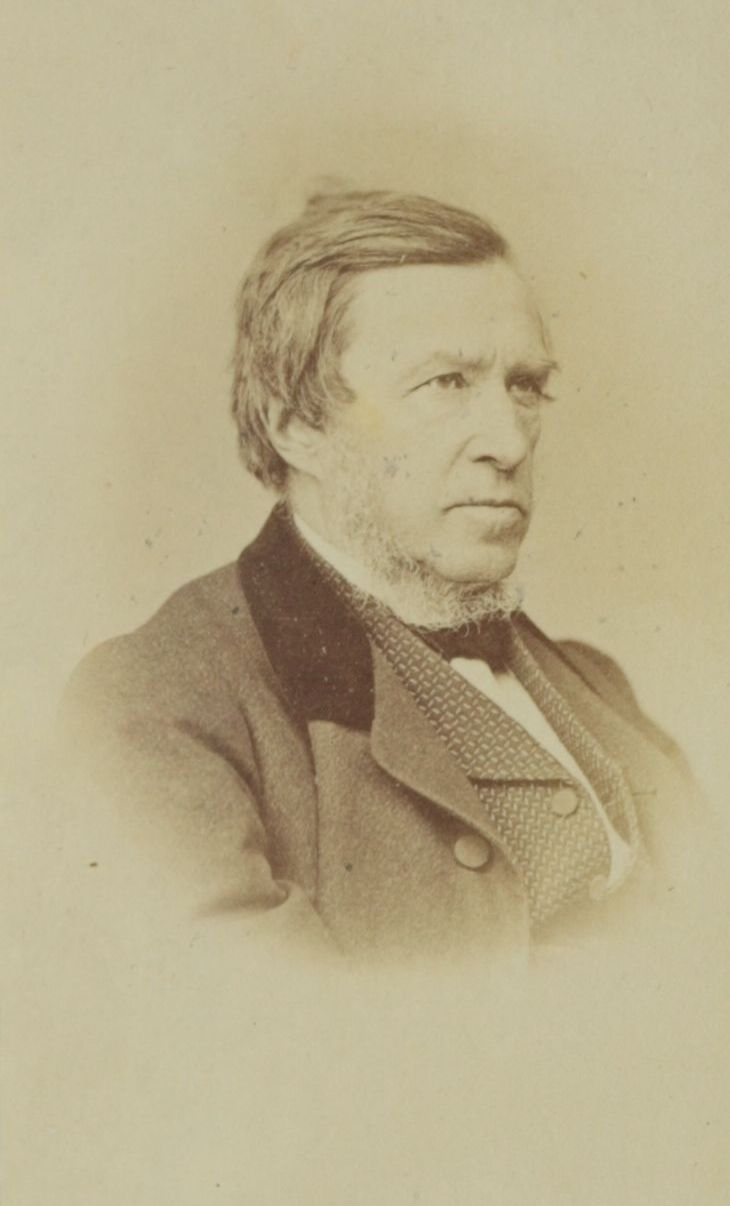
Anton Schrötter von Kristelli, um 1867

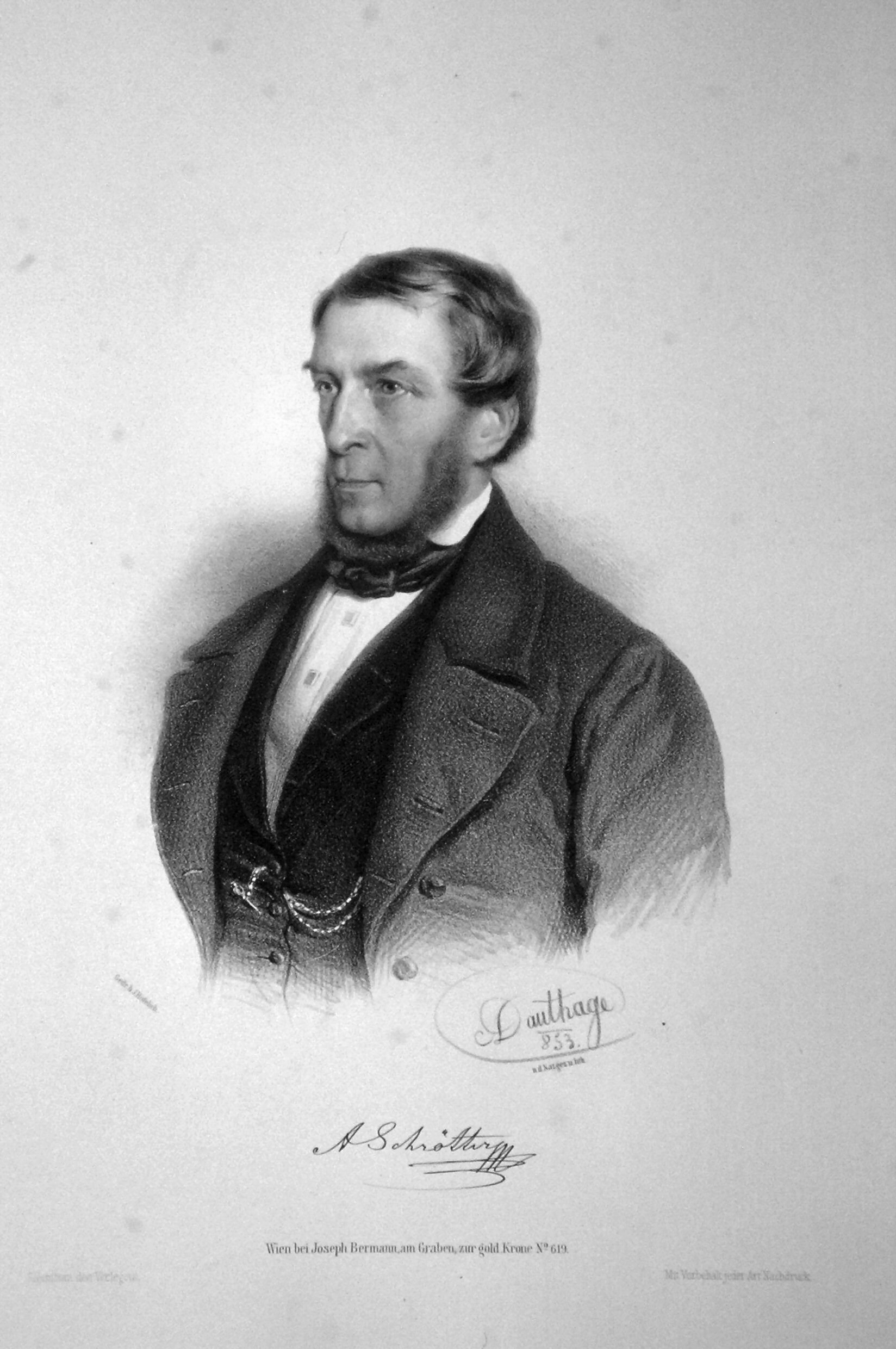
Anton Schrötter von Kristelli (Adolf Dauthage, 1853)

Anton Schrötter von Kristelli (* 26. November 1802 in Olmütz; † 15. April 1875 in Wien) war ein österreichischer Chemiker und Mineraloge. 

## Leben
Anton Schrötter war der Sohn eines Apothekers. Sein Großvater mütterlicherseits, der Olmützer Bürgermeister Karl Kristelli, war für seine Verdienste während der Belagerung von Olmütz im Siebenjährigen Krieg von Maria Theresia geadelt worden. Nach dem Besuch des Gymnasiums in Olmütz studierte Schrötter ab 1822 zunächst auf Wunsch seines Vaters in Wien Medizin, wechselte dann aber unter dem Einfluss von Friedrich Mohs zu den naturwissenschaftlichen Fächern, speziell der Mineralogie. 1827 erhielt er eine Assistentenstelle für Physik und Mathematik an der Universität Wien.
1830 wurde er Professor für Physik und Chemie am Technischen Institut Joanneum in Graz. Während eines halbjährigen Urlaubs im Jahre 1838 besuchte er chemische Institute in Göttingen, Heidelberg, Frankfurt und Paris. In Gießen machte er sich bei Justus von Liebig mit der organischen Elementaranalyse vertraut. Ab 1843 arbeitete er als Professor für technische Chemie am k.k. Polytechnisches Institut und übernahm dort 1845 die Professur für allgemeine Chemie.
Schrötter war neben Baumgartner, Ettingshausen und Haidinger einer der Begründer der Kaiserlichen Akademie der Wissenschaften in Wien und wurde 1850 ihr Generalsekretär. 1853 wurde er zum korrespondierenden Mitglied der Bayerischen Akademie der Wissenschaften gewählt. Die Deutsche Akademie der Naturforscher Leopoldina wählte Schrötter 1856 zu ihrem Mitglied. Im selben Jahr wurde er zum korrespondierenden Mitglied der Göttinger Akademie der Wissenschaften gewählt. Er war Mitglied der Gesellschaft Deutscher Naturforscher und Ärzte. Ab 1868 leitete er das österreichische Hauptmünzamt und wurde gleichzeitig zum Ministerialrat ernannt. 1874 in den Ruhestand versetzt, eröffnete er in seiner Wohnung ein Privatlaboratorium, in dem er Studien über Edelmetalle betrieb. Er starb im 73. Lebensjahr in Wien.

### Familie

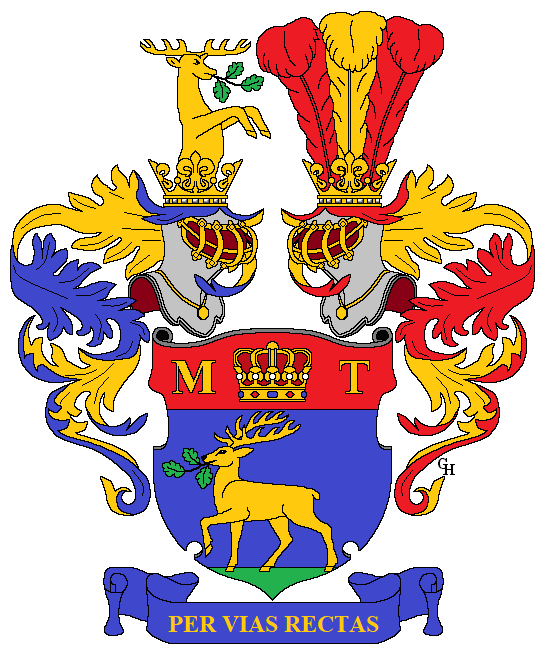
Wappen der Familie Schrötter von Kristelli

Schrötter war zweimal verheiratet. Drei Söhne und zwei Töchter stammen aus der ersten Ehe mit Maria Josepha Eder (* 1803). Seine zweite Ehefrau Antonia Schrötter von Kristelli (1828–1916), die Tochter seines Förderers Andreas Freiherr von Ettingshausen, engagierte sich im Wiener Frauen-Erwerb-Verein, deren zweite Vizepräsidentin sie von 1876 bis 1882 war, aktiv für die Emanzipation der Frauen. In dieser 2. Ehe wurde Alfred Schrötter von Kristelli geboren, der ein bekannter österreichischer Maler und Kunsterzieher wurde. Schrötters Sohn Leopold Schrötter von Kristelli war ein bedeutender Arzt und Sozialmediziner. Dessen Sohn Hermann von Schrötter war ein Pionier der Luftfahrtmedizin.

## Schaffen
Schrötter hat in seinem Leben ca. 60 wissenschaftliche Publikationen verfasst. Auf dem Gebiet der Mineralogie untersuchte er unter anderem Asphalt, Bernstein, Idrialin, Ozokerit und Dopplerit. Er fand ein einfaches Verfahren, um den Kohlensäuregehalt von Mineralwasser direkt am Quellort zu bestimmen.
Als Chemiker arbeitete er über die Reaktionen von Metallen mit Ammoniak bei höheren Temperaturen. Er untersuchte ferner das Reaktionsverhalten von Kalium in flüssigem Lachgas, von Phosphor und Antimon in flüssigem Chlor und von Eisen gegenüber Sauerstoff bei sehr tiefer Temperatur.
Ab 1845 beschäftigte Schrötter sich intensiv mit Phosphor. 1848 gelang ihm der Nachweis der schon von Berzelius geäußerten Vermutung, dass roter Phosphor, der aus weißem Phosphor zum Beispiel bei längerer Lichteinwirkung entstand, eine allotrope Modifikation des weißen Phosphors, nicht aber eine Phosphorverbindung ist. Schrötter wandelte weißen Phosphor durch Erhitzen in roten um, den man zeitweise Schrötterschen Phosphor nannte. Sein Verfahren zur Darstellung desselben ermöglichte eine Revolution der Streichholzindustrie, wo roter Phosphor schon bald als Bestandteil der Reibflächen der neuartigen Sicherheitsstreichhölzer genutzt wurde. Dies trug dazu bei, die Arbeitsbedingungen der Arbeiter in den Streichholzfabriken zu verbessern, die vorher direkt mit giftigem weißem Phosphor hantieren mussten und unter der Berufskrankheit Phosphorkiefer, englisch phossy jaw, einer Phosphornekrose des Kiefers, litten. Schrötter selbst demonstrierte 1851 solche Streichhölzer, die aber noch Probleme mit der Entzündbarkeit hatten. Unabhängig führte in Schweden Gustaf Erik Pasch, ein Schüler von Berzelius, noch vor Schrötter roten Phosphor in Streichhölzer ein, was aber auch erst durch den Fabrikanten Carl Frans Lundström in der Begründung der schwedischen Streichholzindustrie erfolgreich wurde. Er war ein Organisator in Industrie und Wissenschaft sowie Berater bei den Vorbereitungen zur Novara-Expedition und zur Österreichisch-Ungarischen Nordpolexpedition.

## Ehrungen
Anton Schrötter erhielt im Oktober 1905 ein Ehrengrab auf dem Wiener Zentralfriedhof (Gruppe 14 A, Nummer 36), das mit einem Porträtmedaillon von Alexander Mailler geschmückt ist. 1903 wurde eine von Alfonso Canciani geschaffene Porträtbüste vor dem Hauptgebäude der TU Wien aufgestellt. An Schrötter von Kristelli erinnern das Schrötterhorn in der Ortlergruppe sowie das Schrötter-Joch und Kap Schrötter auf der Hohenlohe-Insel (Franz-Josef-Land). In Wien ist seit 1876 in Favoriten und in Graz im 3. Stadtbezirk Geidorf, nach einem Gemeinderatsbeschluss vom 3. März 1949, jeweils eine Schröttergasse, nach ihm benannt.

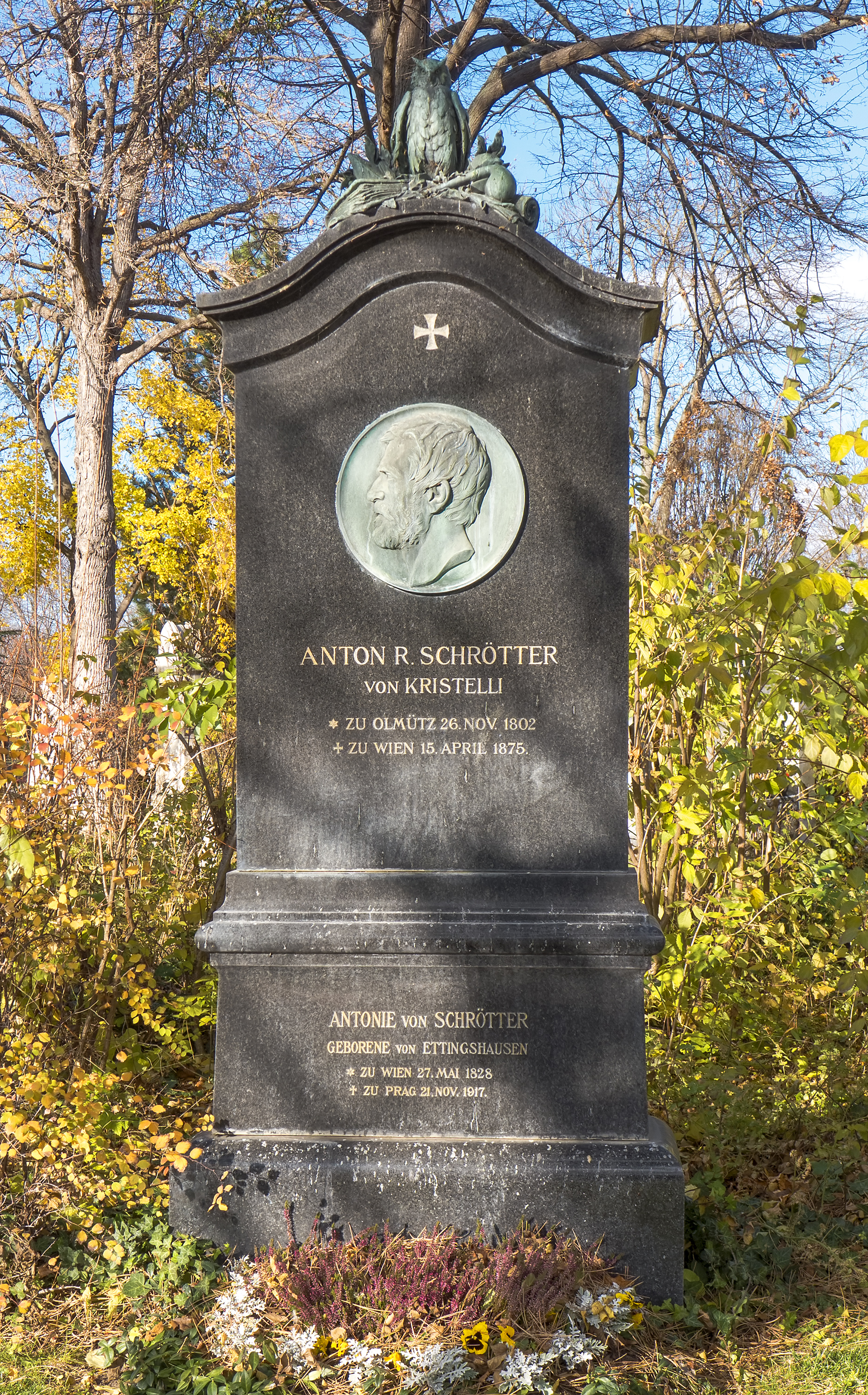
Ehrengrab
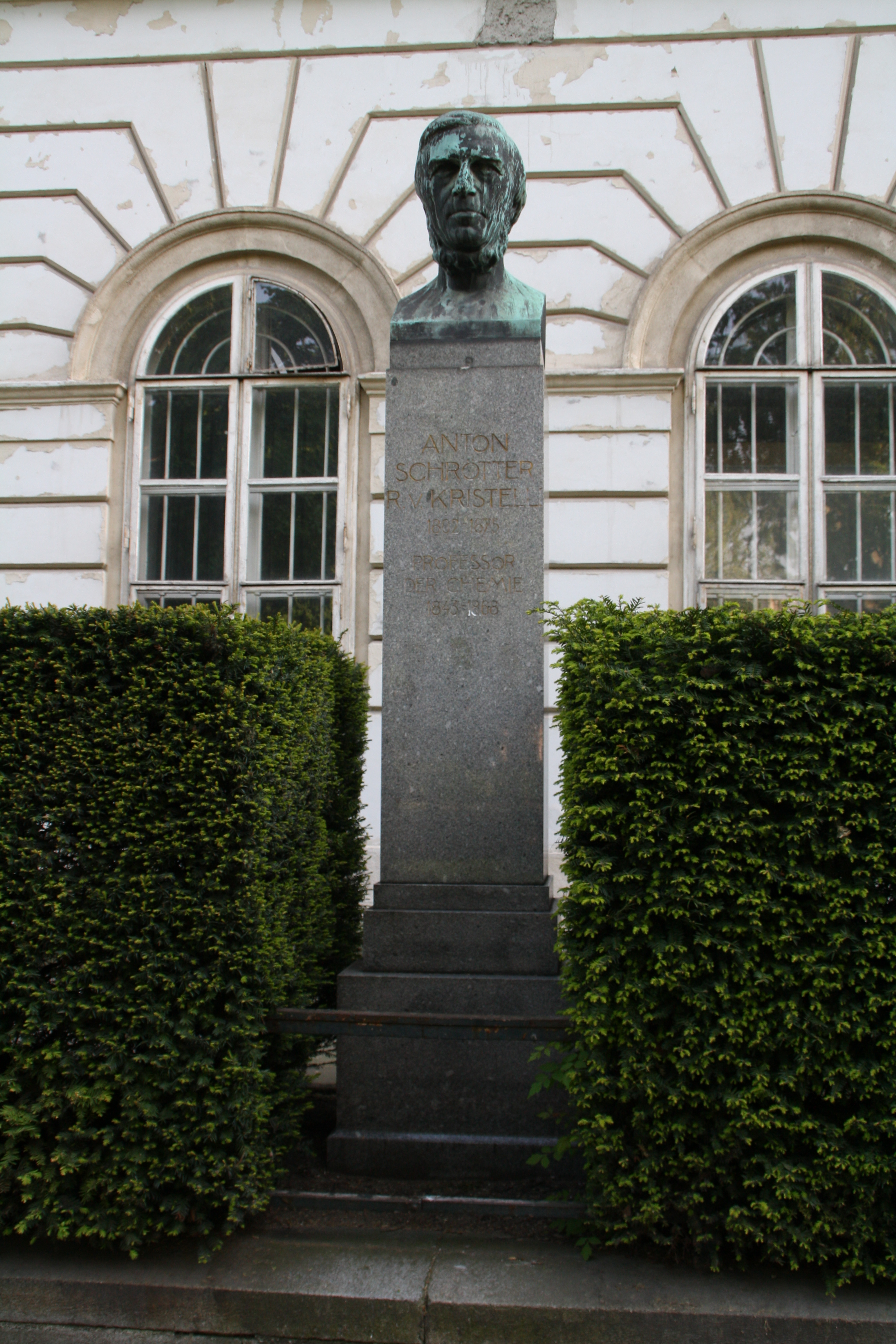
Büste vor der TU Wien

## Auszeichnungen
- Ritterkreuz der Ehrenlegion
- Prix Monthyon 1856
- Ritter- und Komturkreuz des Franz-Joseph-Ordens
- Orden der Eisernen Krone (Österreich) III. Klasse
- Ehrendoktor der Friedrichs-Universität Halle

## Schriften
- mit Benjamin Scholz: Anfangsgründe der Physik, Wien, 5. Auflage 1837
- Die Chemie nach ihrem gegenwärtigen Zustand, 2 Bände (1847–1849)
- Neue Modifikation des Phosphors, Liebigs Annalen der Chemie, Band 68, 1848, S. 247–253
- Beschreibung eines Verfahrens zur fabrikmäßigen Darstellung des amorphen Phosphors (1848)
- Ueber einen neuen allotropischen Zustand des Phosphors (vorgetragen im Dezember 1847,[9] veröffentlicht 1848 als Sur une novelle modification du phosphore,[10] deutsch 1850[11])
- Ueber einen neuen allotropischen Zustand des Phosphors, Journal für Praktische Chemie, Band 52, 1851, S. 162–183, doi
- Ueber das Vorkommen des Ozons im Mineralreiche (1860[12])